# روي ويلينسكي
السير رولاند "روي" ويلينسكي (الاسم عند الميلاد: رافاييل ويلينسكي) (بالإنجليزية: Roy Welensky) (20 يناير 1907 – 5 ديسمبر 1991) كان سياسيًا من رودسيا الشمالية، وثاني وآخر رئيس وزراء اتحاد رودسيا ونياسالاند.
وُلد في ساليزبوري، رودسيا الجنوبية (حاليًا هراري، زيمبابوي) لأم من أصول أفريكانية وأب يهودي ليتواني. انتقل لاحقًا إلى رودسيا الشمالية، حيث انخرط في العمل النقابي، ودخل المجلس التشريعي الاستعماري عام 1938. هناك، دعا إلى دمج رودسيا الشمالية والجنوبية، حيث كانت الأخيرة تحت حكم ذاتي للأقلية البيضاء والأولى تحت إدارة مكتب المستعمرات البريطاني.
على الرغم من فشل هذه المساعي في البداية، نجح لاحقًا في تشكيل اتحاد رودسيا ونياسالاند، وهو كيان ضمن الإمبراطورية البريطانية هدفه الحفاظ على سيطرة الأقلية البيضاء، مع اتباع نهج سياسي أكثر تقدمية مقارنةً بنظام الأبارتايد في جنوب إفريقيا.

## الجدول الزمني لأبرز محطات حياته
| السنة | الحدث                                 | ملاحظات                                        |
| ----- | ------------------------------------- | ---------------------------------------------- |
| 1907  | الميلاد في ساليزبوري، رودسيا الجنوبية | لأم أفريكانية وأب يهودي ليتواني                |
| 1938  | دخول المجلس التشريعي لرودسيا الشمالية | ممثلًا عن النقابات العمالية                     |
| 1953  | تأسيس اتحاد رودسيا ونياسالاند         | اتحاد بين رودسيا الشمالية والجنوبية ونياسالاند |
| 1956  | توليه منصب رئيس الوزراء               | ثاني وآخر رئيس وزراء للاتحاد                   |
| 1963  | انهيار الاتحاد واستقالته              | نهاية الكيان السياسي تحت الضغط المحلي والدولي  |
| 1991  | الوفاة في إنجلترا                     | 5 ديسمبر عن عمر ناهز 84 عامًا                   |

## السياسة الداخلية والخارجية
اعتمد ويلينسكي خلال فترة رئاسته للوزراء سياسة تهدف إلى الحفاظ على سيطرة الأقلية البيضاء في اتحاد رودسيا ونياسالاند، مع تقديم إصلاحات سياسية محدودة لضمّ بعض النخب الإفريقية إلى العملية السياسية، وذلك بهدف إبطاء مسار الاستقلال الكامل. عارض سياسات التمييز العنصري الصارمة المطبقة في جنوب إفريقيا، لكنه في الوقت ذاته رفض منح الأغلبية الإفريقية حقوقًا سياسية متساوية، مبررًا ذلك بـ"ضرورة الاستعداد التدريجي للحكم الذاتي".
على الصعيد الخارجي، سعى ويلينسكي إلى تعزيز العلاقات مع المملكة المتحدة بهدف الحفاظ على دعمها السياسي والاقتصادي للاتحاد، كما عمل على إقامة روابط قوية مع المستعمرات البريطانية الأخرى في إفريقيا. دخل في خلافات دبلوماسية مع قادة الحركات الوطنية في نياسالاند ورودسيا الشمالية، الذين طالبوا بإنهاء الاتحاد وتسريع الاستقلال، وهو ما اعتبره تهديدًا لاستقرار المنطقة.
كما كان أحد المعارضين البارزين لسياسات هارولد ماكميلان، رئيس وزراء بريطانيا، خاصة بعد "خطاب الرياح المتغيرة" عام 1960 الذي أقر فيه ماكميلان بحتمية التغيرات السياسية في إفريقيا.

## الإرث
يُعتبر ويلينسكي شخصية محورية في تاريخ رودسيا المستعمرة، إذ ارتبط اسمه بفترة الاتحاد السياسي القصيرة بين رودسيا ونياسالاند، وبمحاولات تحقيق توازن بين السيطرة الاستعمارية البيضاء والسياسات الإصلاحية التدريجية.